# 昭和シェル石油イメージパーソナリティ
昭和シェル石油イメージパーソナリティ（しょうわシェルせきゆイメージパーソナリティ）とは、昭和シェル石油株式会社が同社のコーポレートメッセージ「ずっと走ろう。シェルと走ろう。」を合言葉に、信頼感や親しみやすさを感じてもらうために選定していたキャンペーンガールの名称である。
1999年にスタートし、2019年までに8人を輩出。初代・2代目は2年間の任期だったが、3代目からは3年間の任期となっていた。
2019年に昭和シェル石油が出光興産と経営統合し「出光昭和シェル」となったこともあり、イメージパーソナリティは事実上廃止状態となっている。

## 歴代イメージパーソナリティ
| 代    | 任期                  | 名前                      | 備考                                               |
| ----- | --------------------- | ------------------------- | -------------------------------------------------- |
| 初代  | 1999年3月 - 2001年2月 | 青木真麻 （現：池上真麻） |                                                    |
| 2代目 | 2001年3月 - 2003年2月 | 福岡サヤカ                |                                                    |
| 3代目 | 2003年3月 - 2006年2月 | 宇梨                      | 歴代で唯一、芸名に苗字がないイメージパーソナリティ |
| 4代目 | 2006年3月 - 2009年2月 | 牧野紗弥                  |                                                    |
| 5代目 | 2009年3月 - 2012年2月 | 入江葵                    |                                                    |
| 6代目 | 2012年3月 - 2015年2月 | 遠藤恭葉                  |                                                    |
| 7代目 | 2015年3月 - 2018年    | 村田玲奈                  |                                                    |
| 8代目 | 2019年                | 水谷彩咲                  |                                                    |